# Jordan Loyd
Jordan Loyd (Atlanta, Georgia, 17 de julio de 1993) es un jugador de baloncesto estadounidense que pertenece a la plantilla del AS Mónaco Basket de la LNB Pro A de Francia. Mide 1,93 metros, y juega en la posición de escolta.

## Trayectoria deportiva

### Universidad
Es un jugador formado a caballo entre los Paladins de la Universidad Furman (NCAA Division I) donde jugó durante dos temporadas y los Greyhounds de la Universidad de Indianapolis (NCAA Division II), donde estaría otras tres temporadas.

#### Estadísticas
| Año     | Equipo       | PJ       | PT       | MPP      | %TC      | %3P      | %TL      | RPP      | APP      | ROB      | TPP      | PPP      |
| ------- | ------------ | -------- | -------- | -------- | -------- | -------- | -------- | -------- | -------- | -------- | -------- | -------- |
| 2011–12 | Furman       | 27       | 12       | 20.9     | .370     | .264     | .684     | 3.4      | 1.7      | .6       | .1       | 6.0      |
| 2012–13 | Furman       | Redshirt | Redshirt | Redshirt | Redshirt | Redshirt | Redshirt | Redshirt | Redshirt | Redshirt | Redshirt | Redshirt |
| 2013–14 | Indianapolis | 16       | 2        | 17.2     | .544     | .488     | .786     | 3.9      | 1.1      | .4       | .1       | 8.7      |
| 2014–15 | Indianapolis | 30       | 29       | 29.0     | .484     | .420     | .833     | 4.5      | 2.9      | 1.1      | .3       | 15.6     |
| 2015–16 | Indianapolis | 29       | 29       | 31.0     | .501     | .411     | .858     | 6.3      | 2.5      | 1.8      | .2       | 20.9     |
| Total   | Total        | 102      | 72       | 25.6     | .478     | .401     | .820     | 4.6      | 2.2      | 1.0      | .2       | 13.5     |

### Profesional
Tras no ser elegido en el Draft de la NBA de 2016, jugaría en la liga de desarrollo de la NBA formando parte de la plantilla de los Fort Wayne Mad Ants en la temporada 2016-17, realizando unos promedios de 15,1 puntos, 4,2 rebotes y 4 asistencias por partido.
En verano de 2017, jugaría la liga de verano de la NBA con los Indiana Pacers y los Toronto Raptors. Pero al no encontrar hueco, en agosto de 2017, firma por el Hapoel Eilat de la Ligat Winner.
El 7 de agosto de 2018, tras disputar la NBA Summer League, decide firmar un two-way contract con los Toronto Raptors. El 29 de octubre de 2018, hace su debut en la NBA, disputando 2 minutos en la derrota de su equipo frente Milwaukee Bucks (109–124). Esa temporada los Raptors ganan el campeonato NBA tras vencer a Golden State Warriors en las Finales de la NBA (4-2). Lloyd no jugó un solo minutos en esos PlayOffs y poco después, el 2 de agosto de 2019, es cortado.
El 5 de agosto de 2019, firma por el Valencia Basket de la Liga ACB.
En julio de 2020, se compromete por una temporada con el Estrella Roja de la ABA Liga.
El 14 de junio de 2021, firma por el Zenit de San Petersburgo de la Superliga de Baloncesto de Rusia.
El 5 de junio de 2022, firma un contrato por dos años con el AS Mónaco Basket de la LNB Pro A.
El 14 de julio de 2024 firmó por dos temporadas por el Maccabi Tel Aviv B.C. de la Ligat ha'Al israelí. Tras cuatro partidos abandóno el equipo israelí por temores de guerra, regresando al AS Mónaco.

## Estadísticas de su carrera en la NBA
|  | Denota temporadas en la que ganó un campeonato de la NBA |

### Temporada regular
| Año     | Equipo  | PJ | PT | MPP | %TC  | %3P  | %TL  | RPP | APP | ROB | TPP | PPP |
| ------- | ------- | -- | -- | --- | ---- | ---- | ---- | --- | --- | --- | --- | --- |
| 2018-19 | Toronto | 12 | 0  | 4.6 | .444 | .500 | .818 | .8  | .5  | .0  | .0  | 2.4 |
| Total   | Total   | 12 | 0  | 4.6 | .444 | .500 | .818 | .8  | .5  | .0  | .0  | 2.4 |